# Lycaena polaris
Lycaena polaris är en fjärilsart som beskrevs av Courvoisier 1911. Lycaena polaris ingår i släktet Lycaena och familjen juvelvingar. Inga underarter finns listade i Catalogue of Life.